# كرنب بروكسل
كُرُنْب بروكسل أو ملفوف بروكسل أو ملفوف عناقيد أو كرنب بركسل الكُرُنْب المسوَّق ضرب من الكرنب أو الملفوف يُزرع على نطاق واسع في أوروبا والولايات المتحدة الأميركية. وهو يحتوي مثل البَرْكولي على مادة سولفورافين المضادة للجراثيم، ويحوي مادة مضادة للسكري وأخرى مضادة للسرطان. إن طهي هذا الكرنب يقلل من كمية مادة السولفورافين فيه لكن طهيه باستعمال البخار أو القلي أو باستعمال الميكروويف يحافظ على نسبة عالية منه. وكرنب بروكسل مصدر لمادة (Indole-3-carbinol) أيضًا، وهي مادة تساعد على إصلاح الـ DNA ويعتقد أن لها دور في الحد من نمو الخلايا السرطانية.